# Drávapiski
Drávapiski is een plaats (község) en gemeente in het Hongaarse comitaat Baranya. Drávapiski telt 97 inwoners (2001).